# Motor Toon Grand Prix 2
Motor Toon Grand Prix 2 är ett racingspel utvecklat av ett team inom SCEI som senare kom att bli Polyphony Digital. Spelet utgavs 1996, och släpptes i Nordamerika som Motor Toon Grand Prix ettan inte hittade dit. Spelet anses vara en slags föregångare till de i  Gran Turismo-serien.
2002 återlanserades spelet i Europa i ett dubbelpaket tillsammans med  Gran Turismo. 2010 återlanserades spelet igen, då till Playstation Network.

## Rollfigurer
- Captain Rock (pilot)
- Bolbox (robot)
- Penguin Bros. (mafia-pingvin)
- Princess Jean (boerskämd prinsessa)
- Raptor & Raptor (utomjordingar)
- Ching Tong Chang (kinesisk racerförare)
- Vanity (tävlingsmotorcyklist)
- Billy the Tough (lokförare)

Bland banorna återfinns Toon Village, Toon Island 2, Crazy Coaster, Gulliver House 2 och Haunted Castle.

### Fotnoter
1. ↑  ”Motor Toon Grand Prix” (på engelska). Mobygames. 11 mars 1996. http://www.mobygames.com/game/motor-toon-grand-prix_. Läst 26 maj 2014.